# Marek Sapara
Marek Sapara (31 de julio de 1982) es un futbolista eslovaco. Anteriormente fue segundo entrenador del MFK Ružomberok.

## Carrera

### Rosenborg BK
En 2006 se incorporó al Rosenborg Ballklub haciendo su debut con el equipo noruego el 10 de septiembre de 2006 en la Liga Noruega de Fútbol en un partido contra el Sandefjord. El 26 de septiembre, marcó su primer gol en un partido contra el Odd Grenland.

### Trabzonspor
En septiembre de 2011 se incorporó a Trabzonspor junto con Róbert Vittek por la suma de 200.000 euros. El 5 de enero de 2012, Sapara se va cedido al Gaziantepspor hasta el final de la temporada.
| Equipo                      | País       | Años              |
| --------------------------- | ---------- | ----------------- |
| FC VSS Košice               | Eslovaquia | 2000-2002         |
| MFK Ružomberok              | Eslovaquia | 2002-2006         |
| Rosenborg Ballklub          | Noruega    | 2006-2010         |
| Ankaragücü                  | Turquía    | 2010-2011         |
| Trabzonspor                 | Turquía    | 2011-2013         |
| Gaziantepspor               | Turquía    | 2012-2014         |
| Ankaraspor (club de fútbol) | Turquía    | 2014-2015         |
| MFK Ružomberok              | Eslovaquia | 2015-2017         |
| OŠK Bešeňová                | Eslovaquia | 2022 - Actualidad |

## Selección nacional
Ha sido internacional con la selección de Eslovaquia en muchas oportunidades, siendo parte del plantel que disputó la Copa Mundial de Sudáfrica 2010.